# As One
"As One" är en sång skriven av Anders Hansson och Sharon Vaughn från 2012. Den framförs av Eagle-Eye Cherry och Tomas Ledin och gavs ut som nedladdningsbar singel den 26 oktober.
Låten hade premiär vid invigningen av Friends Arena i Stockholm och framfördes då som en duett av Cherry och Ledin.
Låten kvalade till Svensktoppen 2013, dock utan att komma in.

## Låtlista
1. "As One" (Radio Edit) – 4:06
2. "As One" (Friends Arena Version) – 5:25

### Fotnoter
1. ↑  ”As One”. Discogs.com. http://www.discogs.com/Tomas-Ledin-Eagle-Eye-Cherry-As-One/release/3988053. Läst 18 januari 2013.
2. ↑  ”As One”. Popdrömmen. 27 oktober 2012. Arkiverad från originalet den 18 april 2013. https://archive.is/20130418112314/http://werun.se/popdrommen/2012/10/27/premiar-tomas-ledin-eagle-eye-cherry-as-one/. Läst 18 januari 2013.
3. ↑  ”Svensktoppen 2013”. Sveriges Radio. http://sverigesradio.se/sida/artikel.aspx?programid=2023&artikel=454888. Läst 23 maj 2013.